# Пчёлко, Александр Спиридонович
Александр Спиридонович Пчёлко (1890—1981) — советский педагог-математик и методист, автор методики преподавания арифметики в начальной школе (1958), ряда учебников математики для начальной школы.

## Биография
Родился в 1890 году в Витебской губернии в семье каменщика. В 1903 году окончил двухклассную учительскую школу, получив профессию учителя грамоты. В 1906 году поступил в учительскую семинарию Полоцка, по окончании которой преподавал в высшем начальном училище города Витебска. 
В 1920 году по приглашению Наркомпроса РСФСР переехал в Москву на должность научного сотрудника. В 1934 году выпустил первую предметную программу по математике для начальной школы. В 1935 году под его авторством совместно с Натальей Поповой издан задачник по арифметике для четвёртых классов, получивший широкое признание, и вошедший в число стабильных учебников для начальной школы; переиздавался в 1938 году. В 1940 году опубликовал «Хрестоматию по методике начальной арифметики», где подвёл итог исследований о русской дореволюционной начальной школе. 
В 1941 году ушёл добровольцем в народное ополчение. В 1944 году защитил кандидатскую диссертацию «Очерки истории развития методики арифметики в XVIII, XIX и начале XX в.» 
Начиная с 1945 года по 1962 год возглавлял сектор начального обучения в НИИ СиМО АПН СССР; с 1946 года по 1960 год был заместителем главного редактора журнала «Начальная школа». В этот период времени выпустил основную работу — «Методику преподавания арифметики в начальной школе» (1958) и создал в соавторстве с Григорием Борисовичем Поляком серию учебников арифметики для начальной школы, по которым в течение 15 лет (1954—1969) обучались миллионы советских школьников (позднее на смену им введены новые учебники Марии Моро).
Похоронен на Введенском кладбище (10 уч.).